# 小奥蒙维尔
小奥蒙维尔（法語：Omonville-la-Petite，法語發音：[ɔmɔ̃vil la pətit]）是法国芒什省的一个旧市镇，属于瑟堡区。2017年，小奥蒙维尔和相邻的其它18个市镇合并为新市镇拉阿格。 

## 地理
小奥蒙维尔（49°42'1"N, 1°52'58"W）面积6.16 平方千米，位于法国诺曼底大区芒什省，该省份为法国西北部沿海省份，西、北、东北三面环大西洋，东起顺时针与卡爾瓦多斯省、奧恩省、马耶讷省和伊勒-维莱讷省接壤。
与小奥蒙维尔接壤的市镇（或旧市镇、城区）包括：迪居勒维尔、埃尔克维尔、若堡、圣日耳曼德沃。

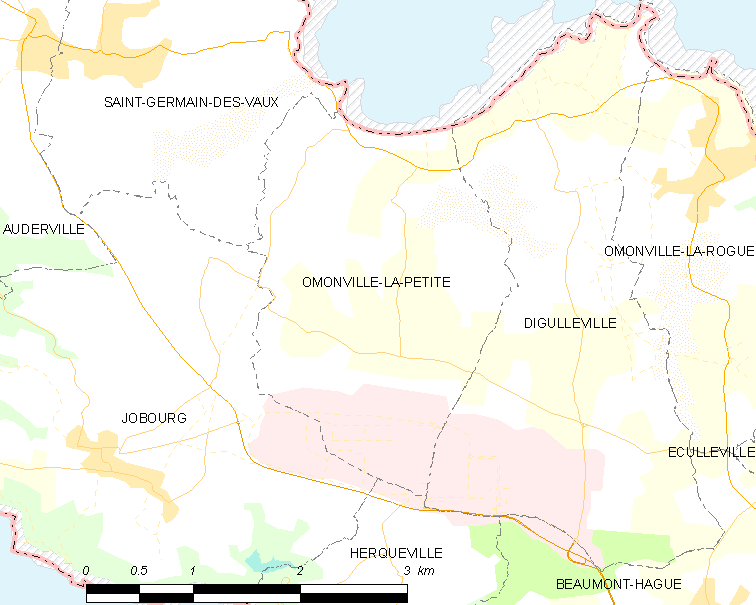
小奥蒙维尔的OSM定位图

小奥蒙维尔的时区为UTC+01:00、UTC+02:00（夏令时）。

## 行政
小奥蒙维尔的邮政编码为50440，INSEE市镇编码为50385。

## 政治
小奥蒙维尔所属的省级选区为拉阿格县。

## 人口

1962-2008年间小奥蒙维尔人口变化图示

小奥蒙维尔于2018年1月1日时的人口数量为144人。